# Alphonsea hortensis
Alphonsea hortensis là loài thực vật có hoa thuộc họ Na. Loài này được H.Huber mô tả khoa học đầu tiên năm 1985.